# San José Pochitoque
San José Pochitoque är en ort i Mexiko.   Den ligger i kommunen Minatitlán och delstaten Veracruz, i den sydöstra delen av landet, 500 km öster om huvudstaden Mexico City. San José Pochitoque ligger 11 meter över havet och antalet invånare är 142.
Terrängen runt San José Pochitoque är mycket platt. Runt San José Pochitoque är det ganska glesbefolkat, med 29 invånare per kvadratkilometer. Närmaste större samhälle är La Concepción, 11,3 km norr om San José Pochitoque. Omgivningarna runt San José Pochitoque är en mosaik av jordbruksmark och naturlig växtlighet.